# Standfussia contrastella
Standfussia contrastella är en fjärilsart som beskrevs av Igor Kozhanchikov 1929. Standfussia contrastella ingår i släktet Standfussia och familjen säckspinnare. Inga underarter finns listade i Catalogue of Life.